# Olováry
Olováry este o comună slovacă, aflată în districtul Veľký Krtíš din regiunea Banská Bystrica. Localitatea se află la altitudinea de 190 m deasupra n.m., se întinde pe o suprafață de 18,62 km2 și în 2017 număra 292 de locuitori.

## Istoric
Localitatea Olováry este atestată documentar din 1245.

## Demografie
| An:                | 1994 | 2004   | 2014   | 2024    |
| ------------------ | ---- | ------ | ------ | ------- |
| Număr de persoane: | 331  | 330    | 302    | 257     |
| Diferență:         |      | −0,30% | −8,48% | −14,90% |

| An:                | 2023 | 2024   |
| ------------------ | ---- | ------ |
| Număr de persoane: | 259  | 257    |
| Diferență:         |      | −0,77% |